# When I Look at You
«When I Look At You» —en español: «Cuando te miro»— es una balada realizada por la cantante y actriz estadounidense, Miley Cyrus. La canción fue escrita por John Shanks y Hillary Lindsey y producido por Shanks. Fue lanzado el 1 de marzo de 2010 por Hollywood Records como el segundo y último sencillo del primer extended play de Cyrus, The Time of Our Lives (2009). Una versión remix titulado «Te Miro a Ti», con el cantante español David Bisbal fue puesto en libertad más tarde, en ella, Miley canta sus líneas en inglés, mientras que Bisbal se mezclan en inglés y español. «When I Look At You» apareció en la película de 2010 La última canción y su banda sonora correspondiente, siendo utilizado para promover la película. La canción contiene una instrumentación basada principalmente en el piano, mientras que sus letras hablan de un sueño de niño.
«When I Look At You», recibió críticas positivas, aunque no pudo repetir el éxito comercial de Cyrus a su anterior sencillo, «Party in the U.S.A.». «When I Look At You» alcanzó el puesto número dieciséis en el Billboard Hot 100 y las cartas dentro de los treinta primeros en las listas en Australia, Canadá y Nueva Zelanda. Hasta julio de 2013, vendió 1 330 000 descargas en los Estados Unidos. El video musical de la canción de acompañamiento fue dirigida por Adam Shankman. Cuenta con Cyrus tocando un piano de cola a lo largo de varias configuraciones, incluyendo una playa y el bosque. Otras dos versiones del vídeo fueron puestos en libertad: una sustitución de varias escenas con clips de La última canción y otro con Bisbal. Cyrus interpretó la canción en múltiples lugares, incluyendo en su primera gira mundial, el Wonder World Tour (2009).
Cyrus interpretó en directo «When I Look at You» en un live chat de Msn Movies por el estreno de La última canción, también en Factor X, Rock in Rio Madrid (con David Bisbal) y Rock in Rio Lisboa, además de su Wonder World Tour.
En 2020, la canción volvió a ganar popularidad inesperadamente, debido a que apareció en un desafío de video en la popular aplicación para compartir videos TikTok. Se disparó en las listas de éxitos en Spotify y Apple Music, e incluso logró convertirse en una de las 10 canciones más populares de Cyrus en Spotify.

## Antecedentes

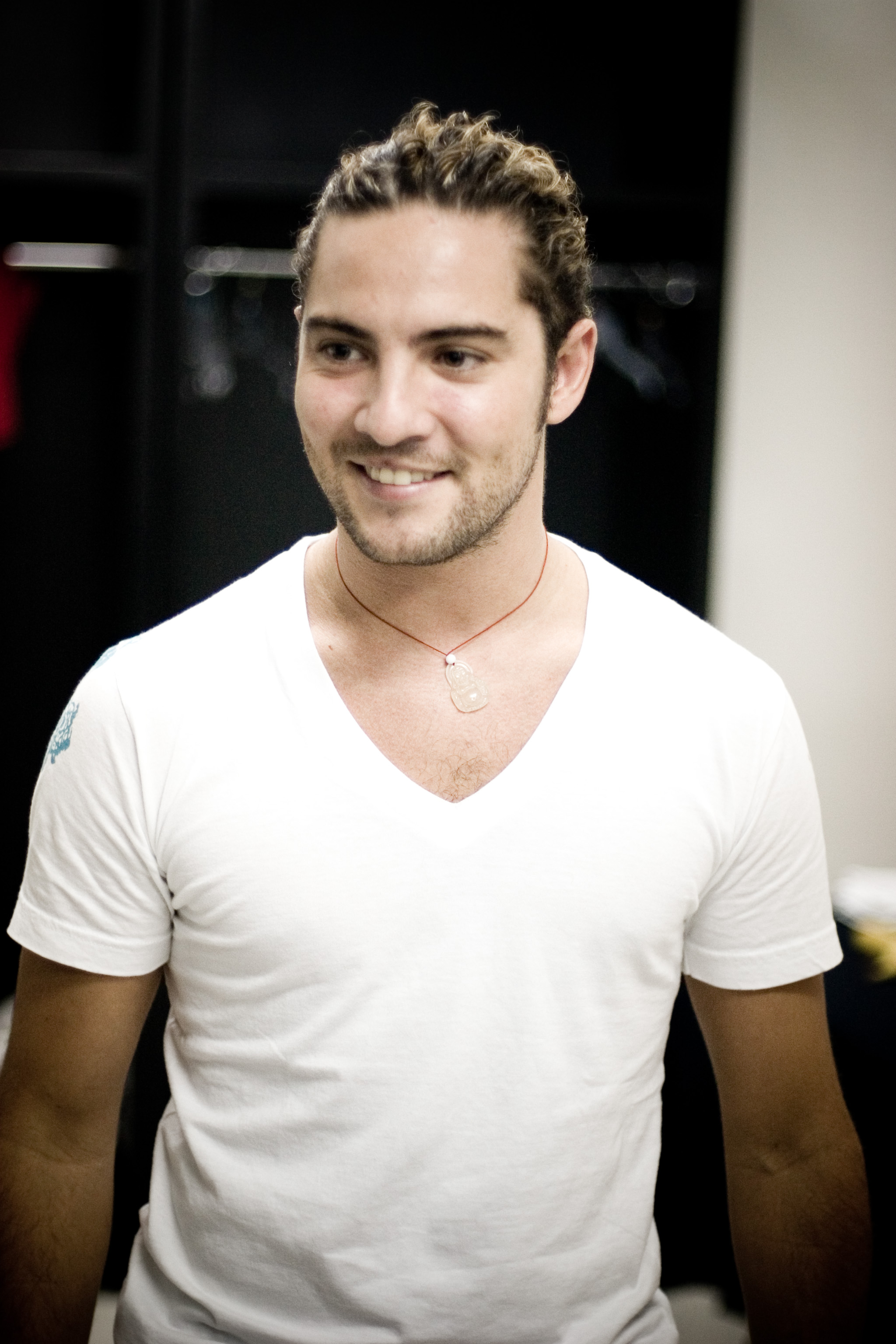
David Bisbal realizó un dúo con Miley Cyrus con la canción «When I Look at You» y fue filmado un video donde salen ambos artistas.

«When I Look At You» fue escrita por Hillary Lindsey y John Shanks. Se utilizó para promover la película de 2010 de drama romántico adolescente La última canción basada en la novela homónima de Nicholas Sparks, en la que Cyrus protagoniza a Verónica "Ronnie" Miller, una rebelde y enojona adolescente obligada a pasar un verano con su padre, Steve (Greg Kinnear). La canción se incluyó por primera vez en el extended play de Cyrus The Time of Our Lives de 2009 y luego en la película y su banda sonora correspondiente. La canción estaba inicialmente pensada para ser incluida en el álbum Can't Be Tamed (2010) de Cyrus; sin embargo, se decidió incluirla en el EP así como también en la banda sonora de la película, ya que encajaba con el concepto de esta. Según Cyrus, cuando canta «When I Look At You», ella piensa en la familia y en el amor. «Es un poco de lo que esta película se trata», dijo. Una versión remix titulada «Te Miro a Ti», con el cantante español David Bisbal fue lanzada tiempo después. En el mismo, Cyrus canta sus líneas en inglés, mientras que las de Bisbal se mezclan en inglés y español.

## Composición
«When I Look At You» es la canción soft rock con una longitud de cuatro minutos y ocho segundos. De acuerdo con Katie Byrne de MTV News, la canción es una balada. La canción se establece en 3 / 4 y tiene un ritmo moderadamente lento de 138 latidos por minuto. Está escrito en la tonalidad de Mi mayor en voz y Cyrus lapso de dos octavas, de G3 a E5. La canción comienza con un piano en su introducción y las transiciones a Cyrus cantando en voz baja. Ella comienza a banda hacia el segundo verso y un solo de guitarra eléctrica sigue el segundo estribillo. De ello se desprende la progresión de acordes E ♭ m-G-D ♭ ♭ ♭-C-C ♭. Jocelyn Vena, también de MTV News, interpretó la letra de «When I Look At You», que se acerca sueño de niño de Cyrus. Según Byrne, la última línea -. «Parece como un sueño para mí» - es muy similar a la fantasía.

## Recepción comercial

Las ventas digitales le permitieron a «When I Look at You» entrar en las listas de Billboard.

En los Estados Unidos, en la semana que terminó el 30 de enero de 2010, «When I Look at You» debutó en el número 88 del Billboard Hot 100. En la semana que finalizó el 17 de abril de 2010, «When I Look at You» ascendió a su punto máximo en el número 16, desde su posición anterior en el número 25, del Billboard Hot 100. La canción alcanzó el puesto 18 en la lista radial de adultos contemporáneos de Billboard. La canción apareció por primera vez en el Canadian Hot 100 en el número 59 y alcanzó el puesto 24. Hasta marzo de 2023, «When I Look At You» vendió más de 3 000 000 de unidades en los Estados Unidos y fue certificado triple platino por la Recording Industry Association of America (RIAA).
La canción también tuvo un éxito moderado en Australia y Nueva Zelanda. La canción entró en la lista de sencillos de Australia en el número 50 y, después de tres semanas de ascender en la lista, alcanzó su punto máximo en el número 19. En Nueva Zelanda, «When I Look at You» debutó y alcanzó el puesto 27. La canción debutó en el número 79 en la lista de sencillos del Reino Unido. En la semana que finalizó el 1 de abril de 2010, debutó y alcanzó el puesto 45 en la lista de sencillos irlandeses. En Europa continental, «When I Look at You» alcanzó el puesto 23 en la lista de sencillos Ultratip belga de Valonia (de habla francesa) y el número 49 en la lista de sencillos de Suiza.

## Video musical

El video de la canción fue el que estrenó el canal VEVO de Miley Cyrus el 24 de febrero de 2010.

El video de la canción fue grabado en el mes de agosto por Adam Shankman. En el video aparece Cyrus con el actor Liam Hemsworth, en un muelle lleno de vegetación tocando el piano y cantando en otras escenas. También aparecen escenas de la película La última canción, en la cual ella protagoniza junto a Hemsworth. También existe una versión titulada «Te Miro A Ti» con el cantante español David Bisbal, el video incluye fragmentos de este cantando en español. El video original de la canción logró su certificado VEVO el 26 de febrero de 2014.

## Interpretaciones en directo

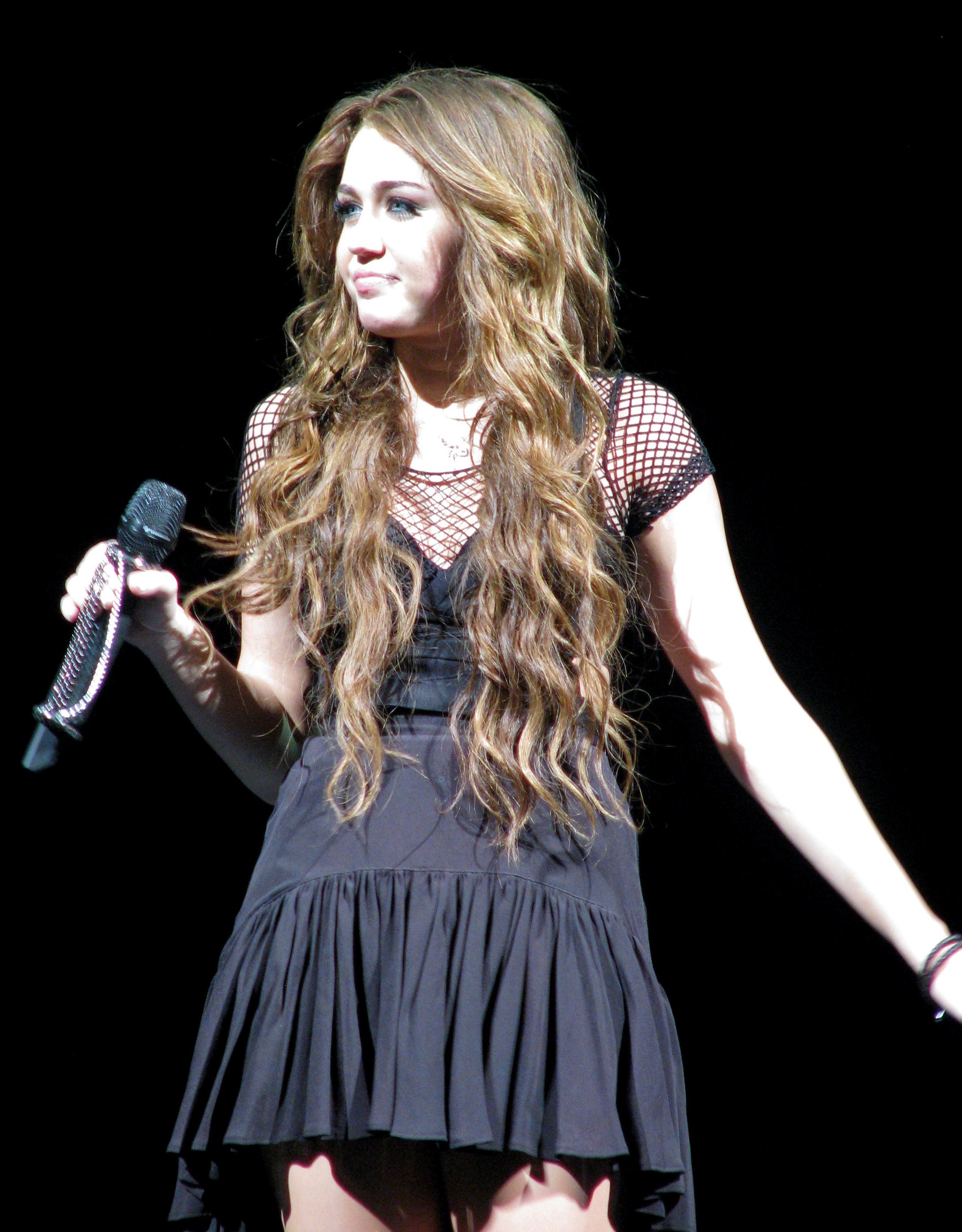
Cyrus interpretando la canción en el Wonder World Tour de 2009

Cyrus interpretó «When I Look at You» en el Wonder World Tour de 2009 y 2010, su primera gira mundial. Ella interpretó la canción en cada sede durante la gira, con un vestido negro con la cola que se extendía debajo de las rodillas. Las actuaciones comenzaron con grandes pantallas de vídeo que rodean la etapa de mostrar el tráiler de La última canción, el tráiler se estrenó el 14 de septiembre concierto en Portland, Oregón, en la Arena Rose Garden, la noche Wonder World Tour de apertura. Miley se salió de la parte inferior de la etapa durante la reproducción de un piano de cola blanco, sentado en un banco. A mitad de la canción, Miley se puso de pie y continuó tocando, mientras que las pantallas se redujo a la altura de Miley. Miley describe la actuación como un «avance» de La última canción, añadiendo que su entusiasmo por el escenario de la vida imitando el arte que experimentó durante el rodaje de La última canción la llevó a mostrar la película en la gira. Melinda M. Thompson, de The Oregonian cree que por tocar el piano en el desempeño de la noche de la inauguración de «When I Look at You», Cyrus «mostró su talento y demostró que en realidad sólo empezando a comprender su poder de estrella». Mikael madera de la Los Angeles Times que asistieron el 22 de septiembre concierto en Los Ángeles, California en el Staples Center y comentó: «Una vez más, la fantasía de Miley fue más convincente que la cosa real».
Sobre su lanzamiento como sencillo, Miley interpretó «When I Look at You» en la novena temporada de la competencia estadounidense American Idol el 24 de marzo de 2010, la misma semana que el mentor de los concursantes en el show. Vestida con un vestido largo de satén blanco, comenzó por sentarse en un banco a tocar el piano y luego de pie para cantar, el conjunto estaba decorado con árboles y abrir y cerrar de iluminación al aire libre. Katie Byrne de MTV News, comentó: «Cyrus parecía tomar su propio consejo al conectarse con la audiencia y hacer contacto visual durante la actuación dramática». Mónica Herrera de Billboard, dijo Cyrus, después de la tutoría de los concursantes, que «les mostró cómo se hace realmente». Cyrus después interpretó la canción en el MSN Movies. Su primera actuación televisiva de la canción fuera de los Estados Unidos fue en el Rock in Rio en Lisboa, Portugal el 29 de mayo de 2010. Cyrus se unió a David Bisbal para interpretar "When I Look at You" en el Rock in Rio en Madrid, España el 4 de junio de 2010.

## Canciones
- U.S. / AUS CD Single

1. "When I Look at You" (Álbum Versión) – 4:08

- AUS / EU 2-Track CD Single / Digital Single

1. "When I Look at You" (Radio Edit) – 3:43
2. "Party in the U.S.A." (Cahill Club Remix) – 5:45
3. "The Time of our Lives"

- Descarga digital

1. «Te Miro A Ti» (featuring David Bisbal) – 4:01

## Posicionamiento en listas
| País (Lista 2010)                         | Mejor posición | Ref.   |
| ----------------------------------------- | -------------- | ------ |
| Australia (ARIA)                          | 19             | [ 14 ] |
| Austria (Ö3 Austria Top 40)               | 57             | [ 20 ] |
| Bélgica (Ultratip Bubbling Under Valonia) | 23             | [ 18 ] |
| Canadá (Canadian Hot 100)                 | 24             | [ 12 ] |
| Estados Unidos (Billboard Hot 100)        | 16             | [ 8 ]  |
| Estados Unidos (Adult Contemporary)       | 18             | [ 11 ] |
| Estados Unidos (Adult Pop Airplay)        | 38             | [ 21 ] |
| Irlanda (IRMA)                            | 45             | [ 17 ] |
| Nueva Zelanda (RMNZ)                      | 27             | [ 15 ] |
| Reino Unido (UK Singles Chart)            | 79             | [ 16 ] |
| Suecia (Sverigetopplistan Heatseeker)     | 4              | [ 22 ] |
| Suiza (Schweizer Hitparade)               | 49             | [ 19 ] |

| País (Lista 2010)                   | Mejor posición | Ref.   |
| ----------------------------------- | -------------- | ------ |
| Estados Unidos (Adult Contemporary) | 39             | [ 23 ] |

## Certificaciones
| País (Organismo certificador) | Certificaciones | Ventas certificadas | Ref.   |
| ----------------------------- | --------------- | ------------------- | ------ |
| Alemania (BVMI)               | Oro             | 150 000             | [ 24 ] |
| Australia (ARIA)              | 3× Platino      | 210 000             | [ 25 ] |
| Brasil (Pro-Música Brasil)    | Oro             | 30 000              | [ 26 ] |
| Dinamarca (IFPI)              | Oro             | 45 000              | [ 27 ] |
| España (PROMUSICAE)           | Oro             | 30 000              | [ 28 ] |
| Estados Unidos (RIAA)         | 3× Platino      | 3 000               | [ 13 ] |
| Noruega (IFPI Noruega)        | Platino         | 60 000              | [ 29 ] |
| Nueva Zelanda (RMNZ)          | Platino         | 30 000              | [ 30 ] |
| Reino Unido (BPI)             | Oro             | 400 000             | [ 31 ] |

## Premios y nominaciones
El sencillo «When I Look at You» recibió varias nominaciones en distintas ceremonias de premiación. A continuación, una lista de las candidaturas que obtuvo:
| Año  | Premiación            | Categoría                      | Resultado | Ref.   |
| ---- | --------------------- | ------------------------------ | --------- | ------ |
| 2010 | Teen Choice Awards    | Mejor canción de amor          | Ganador   | [ 32 ] |
| 2011 | MTV Fans Music Awards | Mejor canción de una película  | Nominada  | [ 33 ] |
| 2014 | VEVO Certified        | 100 millones de reproducciones | Ganador   | [ 34 ] |